# نقش یک سایه را بازی خواهم کرد
«نقش یک سایه را بازی خواهم کرد» (به انگلیسی: I'll Cast a Shadow) تک‌آهنگی از گروه موسیقی هوی متال پنترا است که در سال ۲۰۰۰ میلادی منتشر شد.